# Anemonia viridis
Anemonia viridis (Forskål, 1775) è un celenterato antozoo della famiglia Actiniidae, diffusa nel Mar Mediterraneo e lungo le coste orientali dell'oceano Atlantico. Essa è comunemente chiamata ortica di mare.

## Descrizione
È un polipo con lunghi tentacoli grigi non retrattili il cui apice è spesso di colore lilla o verde per la presenza di zooxantelle simbionti. È possibile incontrarlo anche in acque molto torbide.

## Tassonomia
Da alcune fonti A. sulcata viene ritenuto sinonimo di A. viridis, da altre vengono invece ritenute due specie a sé stanti.